# Леопольд III (герцог Австрии)
Леопольд III (нем. Leopold III.; 1 ноября 1351, Вена — 9 июля 1386, Земпах) — герцог Австрии с 1365 года, из династии Габсбургов, основатель Леопольдинской линии габсбургского дома.

## Биография
Леопольд III был младшим сыном австрийского герцога Альбрехта II и Иоганны, дочери Ульриха III, графа Пфирта. В 1365 году, после смерти старшего брата Рудольфа IV, Леопольд вместе со своим братом Альбрехтом III унаследовали престол Австрии.
Сначала братья правили совместно, причём Леопольд III отвечал за управление Тиролем, но в 1379 году между ними был заключён Нойбергский договор, поделивший владения Габсбургов. Альбрехту III досталась собственно герцогство Австрия, а Леопольду III были переданы Штирия, Каринтия, Тироль, Истрия, Крайна и Передняя Австрия. Этим было положено разделение Австрийской монархии между Альбертинской и Леопольдинской линиями.
В своих владениях Леопольд III проводил жёсткую внутреннюю и агрессивную внешнюю политику. Уже в 1368 году ему удалось присоединить Фрайбург — крупный город и важную крепость на берегу Рейна в юго-западной Германии. В 1375 году Леопольд III стал правителем Фельдкирха в Форарльберге. В том же году боролся с гуглерами претендовавшего на Зундгау, Брайсгау и графство Феррет Ангеррана VII де Куси, который в итоге получил Бюрен и часть города Нидау (через год отнятые кантонами Берн и Золотурн). В 1381 году было присоединено крупное княжество Гогенберг в центральной Швабии после прекращения там династии Гогенцоллернов. Затем под управление Леопольда III перешли швабские лены короля Венцеля IV. Герцог вмешался в борьбу Триеста с Венецианской республикой и обещанием защиты и обширных свобод и привилегий обеспечил переход города в 1382 году под власть Габсбургов. В результате в состав Австрии вошёл важный торговый порт на Адриатике.
Леопольд III также стремился возвратить под контроль Габсбургов швейцарские кантоны, которые ещё в начале XIV века свергли власть Австрии. Однако его поход в Швейцарию в 1386 году окончился полным провалом: в битве при Земпахе швейцарские ополченцы нанесли полное поражение регулярной рыцарской армии Леопольда III, а сам герцог был убит.

## Брак и дети
- (1365) Верде Висконти (1350—1414), дочь Бернабо Висконти, сеньора Милана. Дети[1][2]:

- Вильгельм (1370—1406), герцог Австрии
- Леопольд IV (1371—1411), герцог Австрии
- Эрнст (1377—1424), герцог Австрии
- Фридрих IV (граф Тироля)
- Катарина (р. 1385), аббатиса монастыря Санта-Клара в Вене